# 森川善樹
森川 善樹（もりかわ よしき、1966年〈昭和42年〉2月26日 - ）は、日本の労働・厚生労働官僚。

## 経歴
三重県亀山市出身、三重県立津西高等学校を経て、一橋大学経済学部を卒業。国家公務員採用Ⅰ種試験（経済）に合格し、1988年4月に労働省入省。
2023年7月4日、厚生労働省政策統括官（統計・情報システム管理、労使関係担当）に就任。2025年7月8日、辞職。

## 年譜
基本的な出典
- 1988年
  - 03月：一橋大学経済学部卒業
  - 04月：労働省入省
- 1996年09月：山梨県商工労働部職業安定課長
- 1998年04月：経済企画庁調整局産業経済課課長補佐
- 1999年
  - 10月：日本労働研究機構計量情報部統計情報課課長代理
  - 10月： (兼）日本労働研究機構計量情報部動向分析課課長代理
- 2000年04月：労働省職業安定局地域雇用対策課長補佐
- 2001年
  - 01月：厚生労働省職業安定局雇用開発課長補佐
  - 04月：厚生労働省労働基準局賃金時間課長補佐
- 2002年08月：厚生労働省職業能力開発局総務課長補佐
- 2004年07月：（独）勤労者退職金共済機構総務部総務課長
- 2007年08月：厚生労働省職業能力開発局能力評価課調査官
- 2008年07月：厚生労働省沖縄労働局長
- 2011年
  - 07月：（独）労働政策研究・研修機構研究調整部広報担当部長
  - 10月：（独）労働政策研究・研修機構研究調整部長
- 2013年01月17日：厚生労働省京都労働局長[6]
- 2015年10月：厚生労働省大臣官房統計情報部企画課長
- 2016年
  - 06月：厚生労働省大臣官房参事官（サイバーセキュリティ・情報システム管理担当）
  - 06月：（併）厚生労働省政策統括官付サイバーセキュリティ担当参事官室長
  - 10月：厚生労働省参事官
  - 10月：（併）厚生労働省政策統括官付労働政策担当参事官室長
- 2017年08月：（併）厚生労働省政策統括官付労使関係担当参事官室長
- 2019年07月：（独）高齢・障害・求職者雇用支援機構理事
- 2021年10月01日：中央労働委員会事務局審議官（審査担当）[7]
- 2023年07月04日：厚生労働省政策統括官（統計・情報システム管理、労使関係担当）[3][4]
- 2025年07月08日：辞職[5]